# Thomas J. Bergersen
Thomas Jacob Bergersen (Trondheim, Noruega em 4 de julho de 1980) é um compositor norueguês, que é o cofundador de uma empresa de produção musical chamada Two Steps From Hell e escreveu músicas para vários trailers de alto perfil. Em maio de 2010, ele e seu parceiro de negócios, Nick Phoenix lançaram um álbum chamado Invincible do qual retém algumas de suas músicas mais populares, incluindo "Freedom Fighters", "Moving Mountains", "Heart of Courage", etc.
Em 2010, ele também compôs a trilha sonora original do filme: The Human Experience. O CD da composição foi lançado em 29 de março de 2011.
Thomas Bergersen também compôs e produziu outro trabalho solo lançado em 2011, uma trilha sonora chamada Illusions. Seu próximo álbum público é chamado "Sun" e está previsto para ser lançado em 2013.
Bergersen geralmente utiliza os exemplares sonoros da East West Quantum Leap - muitos dos quais co-produzidos pelo próprio Nick Phoenix - para conseguir o timbre realista que os instrumentos orquestrais possuem em suas músicas. Two Steps From Hell também contrata orquestras sinfônicas, corais e cantores para auxiliar em suas realizações.
Thomas compôs a trilha ''Final frontier'' do filme '' Interestelar''.

## Discografia

### Solo
- Illusions (2011)
- Sun (2013)

### Two Steps from Hell

#### Álbuns
- Volume 1 (2006) [Primeiro álbum]
- Shadows and Nightmares (2006) [Constituído principalmente de composições em estilo 'Terror']
- Dynasty (2007) [Um álbum com composições do gênero musical 'Épico']
- All Drums Go to Hell (2007) [Álbum do qual instrumentos percussivos são predominantemente utilizados]
- Pathogen (2007) [Álbum experimental, mas predominantemente composto por Nick Phoenix]
- Nemesis (2007) [Um álbum do gênero musical 'Épico' composto, em sua maior parte, por Thomas Bergersen]
- Dreams & Imaginations (2008) [Álbum de 90 músicas em estilo 'New Age' predominantemente compostas por Thomas Bergersen]
- Legend (2008) [Um álbum em estilo 'Épico']
- Ashes (2008) [Álbum em estilo 'Terror']
- The Devil Wears Nada (2009) [Constituído, em sua maior parte, por músicas humorísticas]
- Power of Darkness (2010) [Álbum com tema épico]
- All Drones Go to Hell (2010)[4] [Utiliza bastante instrumentos vibrantes]
- Illumina (2010)[4] [Álbum em estilo 'New-Age']
- Balls to the Wall (2011) [Álbum percussivo, similar ao 'All Drums Go To Hell']
- Nero (2011) [Um álbum do gênero musical 'Épico']
- Sinners (2011) [Um pequeno álbum de gênero 'Eletro-Metal', pelo qual não foi composto nem por Thomas Bergersen nem Nick Phoenix, mesmo assim retém o rótulo de Two Steps From Hell].
- Two Steps from Heaven (2012) [Breve projeto de Thomas Bergersen, 'Inspiring']

#### Álbuns Públicos
- Invincible (2010) [Compilação de algumas das mais populares composições de Two Steps From Hell]
- Archangel (2011) [Constituído de mais compilações das mais populares músicas de Two Steps From Hell]
- Demon's Dance (2012) [Compilação de músicas previamente não lançadas ao público, disponíveis apenas através do aplicativo de Two Steps From Hell para iOS e Android]
- Halloween (2012)[5] [Compilação de músicas de terror bem conhecidas provenientes de diversos álbuns demonstrativos, até mesmo daqueles compostos por outros estilos]
- SkyWorld (2012)[6] [Primeiro álbum público do qual praticamente foram estreadas apenas músicas novas]
- Sun (2013) [Álbum solo de Thomas Bergersen,[7] semelhante a

Illusions]